# 2e Meijin (shogi) 1938-1940
«Édition précédente (1)
2e Meijin
Édition suivante (3)»
Le  2e Meijin est une compétition japonaise de shogi qui s'est déroulée de 1938 au 25 juillet 1940.

## Structure du tournoi
Lors du 1e Meijin le Meijin a été décidé par une ligue spéciale et par les parties régulières. Au cours du 2e meijin seules les parties de la ligue spéciale permettent de désigner le challenger qui gagne ainsi le droit d'affronter le Meijin Yoshio Kimura. Chaque participant s'affronte à deux reprises.

## Meijinsen Nanaban shobu
Un match en 7 parties oppose le Meijin Yoshio Kimura au prétendant Ichitaro Doi.
Yoshio Kimura défend son titre par 4 victoires contre 1.
| Competiteurs | Competiteurs  | Competiteurs | Competiteurs | 1     | 2     | 3     | 3'    | 3''   | 4     | 5     | Total | Yoshio Kimura 木村義雄 |
| Competiteurs | Competiteurs  | Competiteurs | Competiteurs | 28/04 | 11/05 | 21/05 | 03/06 | 25/06 | 11/07 | 23/07 | Total | Yoshio Kimura 木村義雄 |
| ------------ | ------------- | ------------ | ------------ | ----- | ----- | ----- | ----- | ----- | ----- | ----- | ----- | ---------------------- |
| Meijin       | Yoshio Kimura | 木村義雄     | 1905         | 1     | 1     | 千    | 千    |       | 1     | 1     | 4     | Yoshio Kimura 木村義雄 |
| Pretendant   | Ichitarō Doi  | 土居市太郎   | 1887         |       |       | 千    | 千    | 1     |       |       | 1     | Yoshio Kimura 木村義雄 |

千: sennichité

## Chōsen-sha kettei rīgu
Le Chōsen-sha kettei rīgu (ligue de selection du prétendant) a réuni 9 compétiteurs.
Ichitaro Doi s'impose sans defaite
| Competiteurs | Competiteurs      | Competiteurs | Competiteurs | 1e Tour | 1e Tour | 2°Tour | 2°Tour | Total | Total |
| Competiteurs | Competiteurs      | Competiteurs | Competiteurs | V       | D       | V      | D      | V     | D     |
| ------------ | ----------------- | ------------ | ------------ | ------- | ------- | ------ | ------ | ----- | ----- |
| 1            | Ichitarō Doi      | 土居市太郎   | 1887         | 8       | 0       | 5      | 0      | 13    | 0     |
| 2            | Kiyoshi Hagiwara  | 萩原淳       | 1904         | 6       | 2       | 3      | 2      | 9     | 4     |
| 3            | Tatsunosuke Kanda | 神田辰之助   | 1893         | 4       | 4       | 4      | 3      | 8     | 7     |
| 4            | Sankichi Sakata   | 坂田三吉     | 1946         | 2       | 6       | 5      | 2      | 7     | 8     |
| 5            | Kingorō Kaneko    | 金子金五郎   | 1902         | 5       | 3       | 1      | 4      | 6     | 7     |
| 6            | Ginjirō Saitō     | 斎藤銀次郎   | 1904         | 4       | 4       | 2      | 4      | 6     | 8     |
| 7            | Tōichi Watanabe   | 渡辺東一     | 1905         | 2       | 6       | 3      | 3      | 5     | 9     |
| 8            | Yasujirō Kon      | 金易二郎     | 1890         | 4       | 4       | 1      | 6      | 5     | 10    |
| 9            | Chōtarō Hanada    | 花田長太郎   | 1884         | 1       | 7       | -      | -      | 1     | 7     |